# Galoistheorie
Die Galoistheorie ist ein Teilgebiet der Algebra. In klassischer Sicht beschäftigt sich die Galoistheorie mit den Symmetrien der Nullstellen von Polynomen. Diese Symmetrien können grundsätzlich durch Gruppen von Permutationen, also Untergruppen der symmetrischen Gruppe, beschrieben werden. Évariste Galois entdeckte, dass diese Symmetrien Aussagen über die Lösbarkeit der Gleichung erlauben. In moderner Sicht werden Körpererweiterungen mit Hilfe ihrer Galoisgruppe untersucht.
Die Galoistheorie hat viele Anwendungen bei klassischen Problemen, wie etwa 
1. „Welche regelmäßigen Polygone lassen sich mit Zirkel und Lineal konstruieren?“,
2. „Warum kann ein Winkel nicht dreigeteilt werden?“ (wieder nur mit Zirkel und Lineal),
3. „Warum kann zu einem Würfel nicht die Seite eines Würfels mit doppeltem Volumen konstruiert werden?“ (auch „Delisches Problem (der Kubusverdopplung)“ genannt),
4. „Warum kann man zu einem Kreis kein Quadrat mit gleichem Flächeninhalt konstruieren, das heißt, warum ist die Quadratur des Kreises mit Zirkel und Lineal unmöglich?“ und
5. „Warum gibt es keine allgemeingültige Formel zur Berechnung der Nullstellen von Polynomen fünften oder höheren Grades, die nur mit den vier Grundrechenarten und Wurzelziehen auskommt?“ (Der Satz von Abel-Ruffini).

## Klassischer Ansatz
Eine „Symmetrie der Nullstellen von Polynomen“ ist eine Permutation der Nullstellen, so dass jede algebraische Gleichung über diesen Nullstellen auch dann noch gültig ist, nachdem man die Nullstellen mittels der Permutation vertauscht hat. Diese Permutationen bilden eine Gruppe. Abhängig von den Koeffizienten, die in den algebraischen Gleichungen erlaubt sind, ergeben sich unterschiedliche Permutationen. Durch Untersuchen dieser algebraischen Gleichungen und Permutationen lässt sich die Galoisgruppe eines Polynoms bestimmen.
Galois selbst beschrieb eine Methode, mit der eine einzelne von den Nullstellen erfüllte Gleichung konstruiert werden kann (die sog. Galois-Resolvente), so dass die Galois-Gruppe aus den Symmetrien dieser einen Gleichung besteht.

### Bestimmung der Galoisgruppe über alle Permutationen im Ausschlussverfahren
Die Galoisgruppe des Polynoms {\displaystyle \left(x^{2}-5\right)^{2}-24}  soll über dem Körper der rationalen Zahlen bestimmt werden. Durch zweifaches Wurzelziehen ergeben sich, zusammen mit der Beziehung {\displaystyle 5\pm 2{\sqrt {6}}=({\sqrt {2}}\pm {\sqrt {3}})^{2}}, die Nullstellen:
{\displaystyle x_{1}=+{\sqrt {2}}+{\sqrt {3}}} ,
{\displaystyle x_{2}=+{\sqrt {2}}-{\sqrt {3}}} ,
{\displaystyle x_{3}=-{\sqrt {2}}+{\sqrt {3}}} ,
{\displaystyle x_{4}=-{\sqrt {2}}-{\sqrt {3}}} .
Es gibt {\displaystyle 4!=24} Möglichkeiten, diese vier Nullstellen zu permutieren (zu vertauschen):
| Nr. | Permutation                                          | Nr. | Permutation                                          | Nr. | Permutation                                          | Nr. | Permutation                                          |
| --- | ---------------------------------------------------- | --- | ---------------------------------------------------- | --- | ---------------------------------------------------- | --- | ---------------------------------------------------- |
| 01  | {\displaystyle \left(x_{1},x_{2},x_{3},x_{4}\right)} | 07  | {\displaystyle \left(x_{2},x_{1},x_{3},x_{4}\right)} | 13  | {\displaystyle \left(x_{3},x_{1},x_{2},x_{4}\right)} | 19  | {\displaystyle \left(x_{4},x_{1},x_{2},x_{3}\right)} |
| 02  | {\displaystyle \left(x_{1},x_{2},x_{4},x_{3}\right)} | 08  | {\displaystyle \left(x_{2},x_{1},x_{4},x_{3}\right)} | 14  | {\displaystyle \left(x_{3},x_{1},x_{4},x_{2}\right)} | 20  | {\displaystyle \left(x_{4},x_{1},x_{3},x_{2}\right)} |
| 03  | {\displaystyle \left(x_{1},x_{3},x_{2},x_{4}\right)} | 09  | {\displaystyle \left(x_{2},x_{3},x_{1},x_{4}\right)} | 15  | {\displaystyle \left(x_{3},x_{2},x_{1},x_{4}\right)} | 21  | {\displaystyle \left(x_{4},x_{2},x_{1},x_{3}\right)} |
| 04  | {\displaystyle \left(x_{1},x_{3},x_{4},x_{2}\right)} | 10  | {\displaystyle \left(x_{2},x_{3},x_{4},x_{1}\right)} | 16  | {\displaystyle \left(x_{3},x_{2},x_{4},x_{1}\right)} | 22  | {\displaystyle \left(x_{4},x_{2},x_{3},x_{1}\right)} |
| 05  | {\displaystyle \left(x_{1},x_{4},x_{2},x_{3}\right)} | 11  | {\displaystyle \left(x_{2},x_{4},x_{1},x_{3}\right)} | 17  | {\displaystyle \left(x_{3},x_{4},x_{1},x_{2}\right)} | 23  | {\displaystyle \left(x_{4},x_{3},x_{1},x_{2}\right)} |
| 06  | {\displaystyle \left(x_{1},x_{4},x_{3},x_{2}\right)} | 12  | {\displaystyle \left(x_{2},x_{4},x_{3},x_{1}\right)} | 18  | {\displaystyle \left(x_{3},x_{4},x_{2},x_{1}\right)} | 24  | {\displaystyle \left(x_{4},x_{3},x_{2},x_{1}\right)} |

Aber nicht alle diese Permutationen gehören auch zur Galoisgruppe. Dies liegt daran, dass alle algebraischen Gleichungen mit ausschließlich rationalen Koeffizienten, die die Variablen {\displaystyle x_{1}}, {\displaystyle x_{2}}, {\displaystyle x_{3}} und {\displaystyle x_{4}} enthalten, auch unter den Permutationen der Galoisgruppe ihre Gültigkeit bewahren müssen. Betrachtet man beispielsweise
{\displaystyle x_{1}+x_{4}=0},
so ist diese Gleichung nicht für alle Vertauschungen der Nullstellen erfüllt. Unter der Permutation, die {\displaystyle x_{1}} und {\displaystyle x_{2}} gleich lässt und {\displaystyle x_{3}} und {\displaystyle x_{4}} vertauscht, entsteht bei der Gleichung eine falsche Aussage, denn {\displaystyle x_{1}+x_{3}} ist ungleich {\displaystyle 0}. Deshalb gehört diese Permutation (Nr. 2) nicht zur Galois-Gruppe. Entsprechendes gilt für die Permutationen Nr. 4, 5, 6, 7, 9, 10, 12, 13, 15, 16, 18, 19, 20, 21, 23 in der Tabelle, denn als Summe von zwei der vier Nullstellen sind lediglich die Gleichungen {\displaystyle x_{2}+x_{3}=x_{3}+x_{2}=0} und {\displaystyle x_{4}+x_{1}=0} richtig.
Eine weitere algebraische Gleichung mit rationalen Koeffizienten, die die Nullstellen erfüllen, ist
{\displaystyle (x_{1}+x_{2})^{2}-8=0}.
Deshalb können zusätzlich die Permutationen Nr. 3, 11, 14 und 22 ausgeschlossen werden, denn es ist {\displaystyle (x_{1}+x_{3})^{2}-8\neq 0}, {\displaystyle (x_{2}+x_{4})^{2}-8\neq 0}, {\displaystyle (x_{3}+x_{1})^{2}-8\neq 0} und {\displaystyle (x_{4}+x_{2})^{2}-8\neq 0}.
Übrig bleiben vier Permutationen: Nr. 1, 8, 17 und 24. Da es sich bei dem Polynom {\displaystyle \left(x^{2}-5\right)^{2}-24} um ein über {\displaystyle \mathbb {Q} } irreduzibles Polynom 4. Grades handelt, besteht die Galoisgruppe aus mindestens vier Elementen. Also bilden diese vier Permutationen die Galoisgruppe des Polynoms {\displaystyle \left(x^{2}-5\right)^{2}-24}:
{\displaystyle \left(x_{1},x_{2},x_{3},x_{4}\right)\mapsto \left(x_{1},x_{2},x_{3},x_{4}\right)}
{\displaystyle \left(x_{1},x_{2},x_{3},x_{4}\right)\mapsto \left(x_{2},x_{1},x_{4},x_{3}\right)}
{\displaystyle \left(x_{1},x_{2},x_{3},x_{4}\right)\mapsto \left(x_{3},x_{4},x_{1},x_{2}\right)}
{\displaystyle \left(x_{1},x_{2},x_{3},x_{4}\right)\mapsto \left(x_{4},x_{3},x_{2},x_{1}\right)}
oder in Zyklenschreibweise:
{\displaystyle \operatorname {id} } (Identität), {\displaystyle (x_{1}x_{2})(x_{3}x_{4})}, {\displaystyle (x_{1}x_{3})(x_{2}x_{4})} und {\displaystyle (x_{1}x_{4})(x_{2}x_{3})}.
Diese Gruppe ist isomorph zur Kleinschen Vierergruppe.

### Bestimmung der Galoisgruppe mit Hilfe eines primitiven Elementes
Alternativ kann die Galoisgruppe auch mit Hilfe eines primitiven Elementes bestimmt werden. Hier liegt ein Spezialfall vor, denn die Nullstelle {\displaystyle x_{1}} ist – ebenso wie die Nullstelle {\displaystyle x_{2},x_{3}} oder {\displaystyle x_{4}} – bereits solch ein primitives Element. Mit
{\displaystyle x_{1}^{2}=5+2{\sqrt {6}}}, {\displaystyle \quad x_{1}^{3}=11{\sqrt {2}}+9{\sqrt {3}}\quad } und {\displaystyle \quad x_{1}^{4}=49+20{\sqrt {6}}}
erhält man die Gleichungen:
{\displaystyle x_{1}^{3}-9x_{1}=2{\sqrt {2}}\quad }  und  {\displaystyle \quad x_{1}^{3}-11x_{1}=-2{\sqrt {3}}}.
Damit lassen sich {\displaystyle \textstyle {\sqrt {2}}} und {\displaystyle \textstyle {\sqrt {3}}} als Polynom mit der Variablen {\displaystyle x_{1}} ersetzen:
{\displaystyle {\sqrt {2}}={\tfrac {1}{2}}(x_{1}^{3}-9x_{1})} und {\displaystyle {\sqrt {3}}=-{\tfrac {1}{2}}(x_{1}^{3}-11x_{1})}.
Somit ergeben sich auch die vier Nullstellen als Polynome  {\displaystyle p_{1},p_{2},p_{3},p_{4}} mit der Variablen {\displaystyle x_{1}}:
{\displaystyle x_{1}=p_{1}(x_{1})=+x_{1}},
{\displaystyle x_{2}=p_{2}(x_{1})=+x_{1}^{3}-10\ x_{1}},
{\displaystyle x_{3}=p_{3}(x_{1})=-x_{1}^{3}+10\ x_{1}},
{\displaystyle x_{4}=p_{4}(x_{1})=-x_{1}}.
Im allgemeinen Fall müssen zu dem primitiven Element das zugehörige Minimalpolynom sowie dessen weitere Nullstellen bestimmt werden. Bei diesem Beispiel ist jedoch das Minimalpolynom von {\displaystyle x_{1}} das Ausgangspolynom mit den bereits bekannten weiteren Nullstellen {\displaystyle x_{2},x_{3}} und {\displaystyle x_{4}}. (Zum allgemeinen Vorgehen: siehe Beispiel zum Satz vom primitiven Element.)
Ersetzt man nun in den Polynomen {\displaystyle p_{1},\dotsb ,p_{4}} die Variable {\displaystyle x_{1}} durch {\displaystyle x_{2},x_{3}} oder {\displaystyle x_{4}}, so ergeben sich wiederum die Nullstellen {\displaystyle x_{1},x_{2},x_{3},x_{4}} des Ausgangspolynoms, allerdings in einer anderen Reihenfolge. Diese Permutationen der Nullstellen bilden die Galoisgruppe.
Einsetzen von {\displaystyle x_{1}} liefert die Identität, die übrigen Beziehungen ergeben sich durch Nachrechnen:
{\displaystyle p_{1}(x_{1})=x_{1},\quad p_{2}(x_{1})=x_{2},\quad p_{3}(x_{1})=x_{3},\quad p_{4}(x_{1})=x_{4}\quad \Longrightarrow \quad \sigma _{1}:\left(x_{1},x_{2},x_{3},x_{4}\right)\mapsto \left(x_{1},x_{2},x_{3},x_{4}\right)},
{\displaystyle p_{1}(x_{2})=x_{2},\quad p_{2}(x_{2})=x_{1},\quad p_{3}(x_{2})=x_{4},\quad p_{4}(x_{2})=x_{3}\quad \Longrightarrow \quad \sigma _{2}:\left(x_{1},x_{2},x_{3},x_{4}\right)\mapsto \left(x_{2},x_{1},x_{4},x_{3}\right)},
{\displaystyle p_{1}(x_{3})=x_{3},\quad p_{2}(x_{3})=x_{4},\quad p_{3}(x_{3})=x_{1},\quad p_{4}(x_{3})=x_{2}\quad \Longrightarrow \quad \sigma _{3}:\left(x_{1},x_{2},x_{3},x_{4}\right)\mapsto \left(x_{3},x_{4},x_{1},x_{2}\right)},
{\displaystyle p_{1}(x_{4})=x_{4},\quad p_{2}(x_{4})=x_{3},\quad p_{3}(x_{4})=x_{2},\quad p_{4}(x_{4})=x_{1}\quad \Longrightarrow \quad \sigma _{4}:\left(x_{1},x_{2},x_{3},x_{4}\right)\mapsto \left(x_{4},x_{3},x_{2},x_{1}\right)}.
{{\displaystyle \textstyle \sigma _{1},\sigma _{2},\sigma _{3},\sigma _{4}}} ist damit die Galoisgruppe des Polynoms {\displaystyle \left(x^{2}-5\right)^{2}-24}.

### Berechnung der Galoisgruppe mit Hilfe der Galois-Resolvente
Die Galoisgruppe eines Polynoms ist in der Regel nicht leicht zu bestimmen. Insbesondere im Standardfall eines Polynoms mit ganzzahligen Koeffizienten können allerdings genügend genaue numerische Näherungen der Nullstellen dazu verwendet werden, die Galoisgruppe zu berechnen.

## Moderner Ansatz
Der moderne Ansatz, der auf Richard Dedekind zurückgeht, formuliert die Galoistheorie in der Sprache der algebraischen Strukturen: Ausgehend von einer Körpererweiterung {\displaystyle L/K} definiert man die Galoisgruppe {\displaystyle \operatorname {Gal} (L/K)} als die Gruppe aller Körperautomorphismen von {\displaystyle L}, welche die Elemente von {\displaystyle K} einzeln festhalten.
Dabei ist {\displaystyle L} ein Zerfällungskörper des gegebenen Polynoms, also ein kleinster Erweiterungskörper von {\displaystyle K}, in dem das Polynom in Linearfaktoren zerfällt. Er heißt normaler oder Galoisscher Erweiterungskörper von {\displaystyle K}. Die Galoisgruppe, bestehend aus denjenigen Automorphismen von {\displaystyle L}, die den Unterkörper {\displaystyle K} elementweise fest lassen, lässt damit notwendig auch jeden Term fest, dessen Wert ein Element aus {\displaystyle K} ist.
Der Bezug zum klassischen Vorgehen von Galois ergibt sich, wenn man einen Automorphismus {\displaystyle \sigma } der Galoisgruppe auf eine Nullstelle {\displaystyle \alpha } des entsprechenden Polynoms
{\displaystyle p(x)=x^{n}+a_{n-1}x^{n-1}+\dots +a_{0}} anwendet:
{\displaystyle p(\alpha )=\alpha ^{n}+a_{n-1}\alpha ^{n-1}+\dots +a_{0}=0}.
{\displaystyle p(\sigma (\alpha ))=(\sigma (\alpha ))^{n}+a_{n-1}(\sigma (\alpha ))^{n-1}+\dots +a_{0}}.
Weil {\displaystyle \sigma } ein Körperhomomorphismus ist und außerdem die Koeffizienten des Polynoms als Elemente des Körpers {\displaystyle K} fest lässt, ergibt sich:
{\displaystyle p(\sigma (\alpha ))=\sigma (\alpha ^{n}+a_{n-1}\alpha ^{n-1}+\dots +a_{0})=\sigma (p(\alpha ))=\sigma (0)=0}.
Also ist {\displaystyle \sigma (\alpha )} ebenfalls eine Nullstelle des Polynoms {\displaystyle p}. Dies bedeutet, dass der Automorphismus {\displaystyle \sigma } die Nullstellen vertauscht. Die Galoisgruppe operiert somit auf der Menge der Nullstellen des Polynoms und wirkt dort als Permutationsgruppe.
Die Kenntnisse über auflösbare Gruppen in der Gruppentheorie erlaubt uns, herauszufinden, ob ein Polynom durch Radikale auflösbar ist, und zwar abhängig davon, ob dessen Galoisgruppe auflösbar ist oder nicht. Jede Körpererweiterung {\displaystyle L/K} gehört zu einer Faktorgruppe der Hauptreihe der Galoisgruppe. Falls eine Faktorgruppe der Hauptreihe zyklisch von der Ordnung {\displaystyle n} ist, ist die zugehörige Körpererweiterung eine radikale Erweiterung, und die Elemente von {\displaystyle L} können als die {\displaystyle n}-ten Wurzeln eines Elements aus {\displaystyle K} aufgefasst werden.
Wenn alle Faktorgruppen der Hauptreihe zyklisch sind, wird die Galoisgruppe als auflösbar bezeichnet, und alle Elemente des zugehörigen Körpers können durch sukzessives Wurzelziehen, Produktbilden und Summieren aus den Elementen des Grundkörpers (normalerweise {\displaystyle \mathbb {Q} }) erhalten werden.
Einer der größten Triumphe der Galoistheorie war der Beweis, dass für jedes {\displaystyle n>4} ein Polynom mit Grad {\displaystyle n} existiert, welches nicht durch Radikale auflösbar ist. Dies beruht auf der Tatsache, dass für {\displaystyle n>4} die symmetrische Gruppe {\displaystyle S_{n}} einen einfachen nichtzyklischen Normalteiler enthält.

### Hauptsatz der Galoistheorie
Wenn {\displaystyle L} eine endliche Galoiserweiterung des Körpers {\displaystyle K} ist, und {\displaystyle \operatorname {Gal} (L/K)} die zugehörige Galoisgruppe, dann ist {\displaystyle L} galoissch über jedem Zwischenkörper {\displaystyle Z}, und es existiert eine inklusionsumkehrende Bijektion
{\displaystyle {\begin{aligned}\{\mathrm {Zwischenk{\ddot {o}}rper} \}&\to \{{\text{Untergruppen von }}\operatorname {Gal} (L/K)\}\\Z&\mapsto \operatorname {Gal} (L/Z)\end{aligned}}}
Ihre Umkehrabbildung ist gegeben durch {\displaystyle H\mapsto L^{H}}, wobei {\displaystyle L^{H}} den Fixkörper von {\displaystyle L} unter {\displaystyle H} bezeichnet.
Normale Körpererweiterungen {\displaystyle M/K} entsprechen unter dieser Bijektion Normalteilern von {\displaystyle \operatorname {Gal} (L/K)}.
Außerdem gilt:
- {\displaystyle [Z\colon K]={\frac {|\operatorname {Gal} (L/K)|}{|\operatorname {Gal} (L/Z)|}}}
- {\displaystyle Z\subset Z'\ \Rightarrow \ \operatorname {Gal} (L/Z')\subset \operatorname {Gal} (L/Z)}

Eine etwas allgemeinere Formulierung wird im Artikel Galoisgruppe erläutert.

### Bestimmung der Galoisgruppe als Automorphismengruppe
Für das oben angegebene Beispiel sollen die Elemente der Galoisgruppe nun als Körperautomorphismen bestimmt werden. Die Nullstellen des Polynoms {\displaystyle \textstyle \left(x^{2}-5\right)^{2}-24} sind
{\displaystyle x_{1}=+{\sqrt {2}}+{\sqrt {3}}} ,
{\displaystyle x_{2}=+{\sqrt {2}}-{\sqrt {3}}} ,
{\displaystyle x_{3}=-{\sqrt {2}}+{\sqrt {3}}} ,
{\displaystyle x_{4}=-{\sqrt {2}}-{\sqrt {3}}} .
Der Zerfällungskörper ist somit {\displaystyle \mathbb {Q} (x_{1},x_{2},x_{3},x_{4})=\mathbb {Q} ({\sqrt {2}},{\sqrt {3}})}. Eine Basis für {\displaystyle \mathbb {Q} ({\sqrt {2}},{\sqrt {3}})} als Vektorraum über {\displaystyle \mathbb {Q} } ist {\displaystyle \{1,{\sqrt {2}},{\sqrt {3}},{\sqrt {6}}\}}, d. h. jedes Element aus {\displaystyle \mathbb {Q} ({\sqrt {2}},{\sqrt {3}})} ist von der Form {\displaystyle a+b{\sqrt {2}}+c{\sqrt {3}}+d{\sqrt {6}}} mit {\displaystyle a,b,c,d} aus {\displaystyle \mathbb {Q} }. Es handelt sich somit bei {\displaystyle \mathbb {Q} ({\sqrt {2}},{\sqrt {3}})} um eine algebraische Körpererweiterung vom Grad 4 über {\displaystyle \mathbb {Q} }. Die Ordnung der Galoisgruppe stimmt mit dem Grad der Körpererweiterung überein, ihre Elemente permutieren – wie oben gezeigt – die Nullstellen des Polynoms folgendermaßen:
{\displaystyle \sigma _{1}:\left(x_{1},x_{2},x_{3},x_{4}\right)\mapsto \left(x_{1},x_{2},x_{3},x_{4}\right)}
{\displaystyle \sigma _{2}:\left(x_{1},x_{2},x_{3},x_{4}\right)\mapsto \left(x_{2},x_{1},x_{4},x_{3}\right)}
{\displaystyle \sigma _{3}:\left(x_{1},x_{2},x_{3},x_{4}\right)\mapsto \left(x_{3},x_{4},x_{1},x_{2}\right)}
{\displaystyle \sigma _{4}:\left(x_{1},x_{2},x_{3},x_{4}\right)\mapsto \left(x_{4},x_{3},x_{2},x_{1}\right)}
{\displaystyle \sigma _{1}} (als Permutation) bleibt die Identität, wird nun allerdings zu einem Körperautomorphismus {\displaystyle \sigma _{1}'} von {\displaystyle \mathbb {Q} ({\sqrt {2}},{\sqrt {3}})}:
{\displaystyle \sigma _{1}':a+b{\sqrt {2}}+c{\sqrt {3}}+d{\sqrt {6}}\mapsto a+b{\sqrt {2}}+c{\sqrt {3}}+d{\sqrt {6}}}.
Man sieht, dass unter {\displaystyle \sigma _{2}} bei der Permutation der vier Nullstellen stets {\displaystyle {\sqrt {3}}} und {\displaystyle -{\sqrt {3}}} vertauscht werden. Der zugehörige Körperautomorphismus {\displaystyle \sigma _{2}'} lautet somit:
{\displaystyle \sigma _{2}':a+b{\sqrt {2}}+c{\sqrt {3}}+d{\sqrt {6}}\mapsto a+b{\sqrt {2}}-c{\sqrt {3}}-d{\sqrt {6}}}.
Dabei bleibt der Körper {\displaystyle \mathbb {Q} ({\sqrt {2}})} elementweise fest. Entsprechendes gilt bei {\displaystyle \sigma _{3}} für {\displaystyle {\sqrt {2}}} und {\displaystyle -{\sqrt {2}}}. Unter {\displaystyle \sigma _{4}} ändert sich bei beiden Wurzeln das Vorzeichen. Die entsprechenden Körperautomorphismen sind:
{\displaystyle \sigma _{3}':a+b{\sqrt {2}}+c{\sqrt {3}}+d{\sqrt {6}}\mapsto a-b{\sqrt {2}}+c{\sqrt {3}}-d{\sqrt {6}}}  mit dem Fixkörper  {\displaystyle \mathbb {Q} ({\sqrt {3}})} und
{\displaystyle \sigma _{4}':a+b{\sqrt {2}}+c{\sqrt {3}}+d{\sqrt {6}}\mapsto a-b{\sqrt {2}}-c{\sqrt {3}}+d{\sqrt {6}}}  mit dem Fixkörper  {\displaystyle \mathbb {Q} ({\sqrt {6}})}.
{\displaystyle \sigma _{2}'}, {\displaystyle \sigma _{3}'} und {\displaystyle \sigma _{4}'} sind zu sich selbst invers, bilden also zusammen mit der Identität jeweils eine Untergruppe der Galoisgruppe. Mehr echte Untergruppen gibt es nicht, denn die Hinzunahme eines weiteren Elementes würde bereits die ganze Galoisgruppe erzeugen. Die Hintereinanderausführung von {\displaystyle \sigma _{2}'} und {\displaystyle \sigma _{3}'} ergibt {\displaystyle \sigma _{4}'}, damit ist die Galoisgruppe isomorph zur Kleinschen Vierergruppe und insbesondere kommutativ. Deshalb sind alle Untergruppen der Galoisgruppe auch Normalteiler. Also sind nach dem Hauptsatz der Galoistheorie {\displaystyle \mathbb {Q} ({\sqrt {2}})}, {\displaystyle \mathbb {Q} ({\sqrt {3}})} und {\displaystyle \mathbb {Q} ({\sqrt {6}})} die einzigen Zwischenkörper der Körpererweiterung {\displaystyle \mathbb {Q} ({\sqrt {2}},{\sqrt {3}})}. Die Zwischenkörper selbst sind Körpererweiterungen vom Grad 2 über {\displaystyle \mathbb {Q} }.

### Bestimmung der Galoisgruppe durch Matrizenrechnung
Im Falle eines Polynoms, das zu einem normalen oder Galoisschen Körper gehört, ist die Bestimmung der Galoisgruppe auch mit Hilfe der Matrizenrechnung möglich.
Ist ein Polynom {\displaystyle f(x)} vom Grade {\displaystyle n} irreduzibel über {\displaystyle \mathbb {Q} } und die Gleichung {\displaystyle f(x)=0} normal über {\displaystyle \mathbb {Q} }, so liefert jede Nullstelle {\displaystyle x_{i}} {\displaystyle \left(i=1,\dots ,n\right)} des Polynoms {\displaystyle f(x)} mit ihren Potenzen {\displaystyle 1,x_{i},x_{i}^{2},\dots ,x_{i}^{n-1}} eine Basis des Erweiterungskörpers (nämlich des Zerfällungskörpers von {\displaystyle f}), der aus {\displaystyle \mathbb {Q} } durch Adjunktion nur einer dieser Nullstellen entsteht. Sind die Nullstellen {\displaystyle x_{i}} bekannt, so kann man auch ihre Potenzen {\displaystyle x_{i}^{2},\dots ,x_{i}^{n-1}} ermitteln. Stellt man diese in Matrixform bezüglich einer gemeinsamen Basis dar, so lässt sich damit die Automorphismengruppe berechnen.
Für das oben angegebene, über {\displaystyle \mathbb {Q} } irreduzible und normale Polynom {\displaystyle \textstyle \left(x^{2}-5\right)^{2}-24} mit den Nullstellen {\displaystyle x_{1},\dots ,x_{4}} erhält man
{\displaystyle x_{1}^{2}=5+2{\sqrt {6}}}, {\displaystyle \quad x_{1}^{3}=11{\sqrt {2}}+9{\sqrt {3}}}
{\displaystyle x_{2}^{2}=5-2{\sqrt {6}}}, {\displaystyle \quad x_{2}^{3}=11{\sqrt {2}}-9{\sqrt {3}}}
{\displaystyle x_{3}^{2}=x_{2}^{2}=5-2{\sqrt {6}}}, {\displaystyle \quad x_{3}^{3}=-x_{2}^{3}=-11{\sqrt {2}}+9{\sqrt {3}}}
{\displaystyle x_{4}^{2}=x_{1}^{2}=5+2{\sqrt {6}}}, {\displaystyle \quad x_{4}^{3}=-x_{1}^{3}=-11{\sqrt {2}}-9{\sqrt {3}}}
Alle Potenzen sind Linearkombinationen von {\displaystyle 1}, {\displaystyle {\sqrt {2}}}, {\displaystyle {\sqrt {3}}} und {\displaystyle {\sqrt {6}}}. Diese sind linear unabhängig, daher wählt man {\displaystyle \{1,{\sqrt {2}},{\sqrt {3}},{\sqrt {6}}\}} als gemeinsame Basis. Mit ihrer Hilfe erzeugt man nun Matrizen {\displaystyle M_{x_{i}}\left(i=1,\dots ,4\right)}, deren Zeilenvektoren der Reihe nach die Elemente {\displaystyle 1,x_{i},x_{i}^{2},x_{i}^{3}} jeweils in Abhängigkeit von den Elementen der gemeinsamen Basis darstellen.
{\displaystyle M_{x_{1}}={\begin{pmatrix}1&0&0&0\\0&1&1&0\\5&0&0&2\\0&11&9&0\end{pmatrix}}}   (die Zeilen stellen {\displaystyle 1}, {\displaystyle x_{1}}, {\displaystyle x_{1}^{2}} und {\displaystyle x_{1}^{3}} in Abhängigkeit von {\displaystyle 1}, {\displaystyle {\sqrt {2}}}, {\displaystyle {\sqrt {3}}} und {\displaystyle {\sqrt {6}}} dar)
{\displaystyle M_{x_{2}}={\begin{pmatrix}1&0&0&0\\0&1&-1&0\\5&0&0&-2\\0&11&-9&0\end{pmatrix}}}   (die Zeilen stellen {\displaystyle 1}, {\displaystyle x_{2}}, {\displaystyle x_{2}^{2}} und {\displaystyle x_{2}^{3}} in Abhängigkeit von {\displaystyle 1}, {\displaystyle {\sqrt {2}}}, {\displaystyle {\sqrt {3}}} und {\displaystyle {\sqrt {6}}} dar)
{\displaystyle M_{x_{3}}={\begin{pmatrix}1&0&0&0\\0&-1&1&0\\5&0&0&-2\\0&-11&9&0\end{pmatrix}}}   (die Zeilen stellen {\displaystyle 1}, {\displaystyle x_{3}}, {\displaystyle x_{3}^{2}} und {\displaystyle x_{3}^{3}} in Abhängigkeit von {\displaystyle 1}, {\displaystyle {\sqrt {2}}}, {\displaystyle {\sqrt {3}}} und {\displaystyle {\sqrt {6}}} dar)
{\displaystyle M_{x_{4}}={\begin{pmatrix}1&0&0&0\\0&-1&-1&0\\5&0&0&2\\0&-11&-9&0\end{pmatrix}}}   (die Zeilen stellen {\displaystyle 1}, {\displaystyle x_{4}}, {\displaystyle x_{4}^{2}} und {\displaystyle x_{4}^{3}} in Abhängigkeit von {\displaystyle 1}, {\displaystyle {\sqrt {2}}}, {\displaystyle {\sqrt {3}}} und {\displaystyle {\sqrt {6}}} dar)
Die Matrizen {\displaystyle M_{x_{i}}} haben wegen der linearen Unabhängigkeit ihrer Zeilen vollen Rang und sind daher invertierbar. Die Transformation {\displaystyle A_{x_{i},x_{j}}} einer Matrix {\displaystyle M_{x_{i}}} in eine andere Matrix {\displaystyle M_{x_{j}}} stellt denjenigen Automorphismus des Erweiterungskörpers dar, welcher {\displaystyle x_{i}} auf {\displaystyle x_{j}} abbildet. Die {\displaystyle A_{x_{i},x_{j}}} sind Lösungen der Gleichungen {\displaystyle M_{x_{i}}\cdot A_{x_{i},x_{j}}=M_{x_{j}}}, wegen der Invertierbarkeit der {\displaystyle M_{x_{i}}} gilt {\displaystyle A_{x_{i},x_{j}}=M_{x_{i}}^{-1}\cdot M_{x_{j}}}. Um die Automorphismengruppe zu ermitteln, genügt es, eine der Matrizen {\displaystyle M_{x_{i}}} zu invertieren und diese Inverse mit den anderen Matrizen zu multiplizieren. Denn für ein festes {\displaystyle M_{x_{i}}^{-1}} sind diese Matrizenprodukte alle verschieden und ihre Anzahl stimmt mit der Anzahl der Automorphismen des Erweiterungskörpers überein.
Wegen {\displaystyle \quad {\sqrt {2}}=-{\tfrac {9}{2}}x_{1}+{\tfrac {1}{2}}x_{1}^{3}} , {\displaystyle \quad {\sqrt {3}}={\tfrac {11}{2}}x_{1}-{\tfrac {1}{2}}x_{1}^{3}\quad } und {\displaystyle \quad {\sqrt {6}}=-{\tfrac {5}{2}}+{\tfrac {1}{2}}x_{1}^{2}\quad } ist
{\displaystyle M_{x_{1}}^{-1}={\begin{pmatrix}1&0&0&0\\0&-{\tfrac {9}{2}}&0&{\tfrac {1}{2}}\\0&{\tfrac {11}{2}}&0&-{\tfrac {1}{2}}\\-{\tfrac {5}{2}}&0&{\tfrac {1}{2}}&0\end{pmatrix}}}   (die Zeilen stellen {\displaystyle 1}, {\displaystyle {\sqrt {2}}}, {\displaystyle {\sqrt {3}}} und {\displaystyle {\sqrt {6}}} in Abhängigkeit von {\displaystyle 1}, {\displaystyle x_{1}}, {\displaystyle x_{1}^{2}} und {\displaystyle x_{1}^{3}} dar).
Damit ergeben sich:
{\displaystyle A_{x_{1},x_{1}}=M_{x_{1}}^{-1}\cdot M_{x_{1}}=I}   (Einheitsmatrix, entspricht der identischen Abbildung)
{\displaystyle A_{x_{1},x_{2}}=M_{x_{1}}^{-1}\cdot M_{x_{2}}={\begin{pmatrix}1&0&0&0\\0&1&0&0\\0&0&-1&0\\0&0&0&-1\end{pmatrix}}}   (die Zeilen stellen jeweils das Bild von {\displaystyle 1}, {\displaystyle {\sqrt {2}}}, {\displaystyle {\sqrt {3}}} und {\displaystyle {\sqrt {6}}} in Abhängigkeit von {\displaystyle 1}, {\displaystyle {\sqrt {2}}}, {\displaystyle {\sqrt {3}}} und {\displaystyle {\sqrt {6}}} dar)
Durch diesen Automorphismus geht {\displaystyle {\sqrt {3}}} in {\displaystyle -{\sqrt {3}}} und {\displaystyle {\sqrt {6}}} in {\displaystyle -{\sqrt {6}}} über. Invariant bleibt {\displaystyle {\sqrt {2}}}, somit ist {\displaystyle \mathbb {Q} ({\sqrt {2}})} der zugehörige Fixkörper. Wegen {\displaystyle A_{x_{1},x_{2}}^{2}=I} gehört zu ihm die Untergruppe {\displaystyle \{I,A_{x_{1},x_{2}}\}}.
{\displaystyle A_{x_{1},x_{3}}=M_{x_{1}}^{-1}\cdot M_{x_{3}}={\begin{pmatrix}1&0&0&0\\0&-1&0&0\\0&0&1&0\\0&0&0&-1\end{pmatrix}}}   (die Zeilen stellen jeweils das Bild von {\displaystyle 1}, {\displaystyle {\sqrt {2}}}, {\displaystyle {\sqrt {3}}} und {\displaystyle {\sqrt {6}}} in Abhängigkeit von {\displaystyle 1}, {\displaystyle {\sqrt {2}}}, {\displaystyle {\sqrt {3}}} und {\displaystyle {\sqrt {6}}} dar)
Durch diesen Automorphismus geht {\displaystyle {\sqrt {2}}} in {\displaystyle -{\sqrt {2}}} und {\displaystyle {\sqrt {6}}} in {\displaystyle -{\sqrt {6}}} über. Invariant bleibt {\displaystyle {\sqrt {3}}}, somit ist {\displaystyle \mathbb {Q} ({\sqrt {3}})} der zugehörige Fixkörper. Wegen {\displaystyle A_{x_{1},x_{3}}^{2}=I} gehört zu ihm die Untergruppe {\displaystyle \{I,A_{x_{1},x_{3}}\}}.
{\displaystyle A_{x_{1},x_{4}}=M_{x_{1}}^{-1}\cdot M_{x_{4}}={\begin{pmatrix}1&0&0&0\\0&-1&0&0\\0&0&-1&0\\0&0&0&1\end{pmatrix}}}   (die Zeilen stellen jeweils das Bild von {\displaystyle 1}, {\displaystyle {\sqrt {2}}}, {\displaystyle {\sqrt {3}}} und {\displaystyle {\sqrt {6}}} in Abhängigkeit von {\displaystyle 1}, {\displaystyle {\sqrt {2}}}, {\displaystyle {\sqrt {3}}} und {\displaystyle {\sqrt {6}}} dar)
Durch diesen Automorphismus geht {\displaystyle {\sqrt {2}}} in {\displaystyle -{\sqrt {2}}} und {\displaystyle {\sqrt {3}}} in {\displaystyle -{\sqrt {3}}} über. Invariant bleibt {\displaystyle {\sqrt {6}}}, somit ist {\displaystyle \mathbb {Q} ({\sqrt {6}})} der zugehörige Fixkörper. Wegen {\displaystyle A_{x_{1},x_{4}}^{2}=I} gehört zu ihm die Untergruppe {\displaystyle \{I,A_{x_{1},x_{4}}\}}.
Wegen {\displaystyle A_{x_{1},x_{2}}^{2}=A_{x_{1},x_{3}}^{2}=A_{x_{1},x_{4}}^{2}=I} ist auch die Isomorphie der Automorphismengruppe zur Kleinschen Vierergruppe unmittelbar ersichtlich. Ansonsten kann man die Gruppenstruktur anhand der Verknüpfungstafel oder anhand der Ordnungen der Gruppenelemente ermitteln.
Das Verfahren zeigt den konkreten Zusammenhang zwischen den Nullstellen des Polynoms und den Vektorraumeigenschaften des zugehörigen Erweiterungskörpers und stellt so die Verbindung zur Automorphismengruppe her. Die erforderlichen Berechnungen von Potenzen und Matrizen können mit Hilfe von Computerprogrammen durchgeführt werden. Zudem sind, wie man am obigen Beispiel sieht, Invarianten der Automorphismen und damit Fixkörper einfach zu bestimmen.
Verwendet man anstelle der obigen Basis {\displaystyle \{1,x_{i},x_{i}^{2},\dots ,x_{i}^{n-1}\}} eine Normalbasis {\displaystyle \{\sigma (x)\mid \sigma \in G(L/K)\}}, so gelangt man unmittelbar zu den obigen Permutationsmatrizen {\displaystyle A_{x,\sigma (x)}}. Allerdings ist das Auffinden einer Normalbasis in der Regel aufwendiger als die Berechnung der Potenzen {\displaystyle x_{i}^{k}\,(k=1,\dots ,n-1)}.

### Kroneckerscher Satz
Der Kroneckersche Satz zu Galoiserweiterungen des Körpers der rationalen Zahlen {\displaystyle \mathbb {Q} } ist einer der klassischen Sätze des Mathematikers Leopold Kronecker und gilt als einer der schönsten Sätze der algebraischen Zahlentheorie. Der Satz besagt:
 Jede Galoiserweiterung {\displaystyle L/{\mathbb {Q} }} mit abelscher Galoisgruppe {\displaystyle \mathrm {Gal} (L/{\mathbb {Q} })} ist in einem der Kreisteilungskörper {\displaystyle \mathbb {Q} (\zeta _{n})\;(n\in \mathbb {N} )} enthalten.

## Verallgemeinerungen
Im Fall einer unendlichen Erweiterung {\displaystyle L/K} kann man die Automorphismengruppe {\displaystyle \mathrm {Aut} (L/K)} mit der so genannten Krulltopologie (nach W. Krull) versehen. Ist {\displaystyle L/K} separabel und normal (also eine Galoiserweiterung), gibt es dann eine natürliche Bijektion zwischen Teilerweiterungen {\displaystyle K\subseteq Z\subseteq L} und abgeschlossenen Untergruppen von {\displaystyle \operatorname {Gal} (L/K)}.
Ist {\displaystyle L/K} eine nicht notwendigerweise algebraische unendliche Erweiterung, so gibt es keine derartige allgemeine Theorie mehr: Ist beispielsweise {\displaystyle L} ein vollkommener Körper der Charakteristik {\displaystyle p>0}, so ist durch
{\displaystyle F_{p}\colon L\to L,\quad x\mapsto x^{p}}
ein Körperautomorphismus definiert, der so genannte Frobeniushomomorphismus. Die von {\displaystyle F_{p}} erzeugte Untergruppe {\displaystyle H} von {\displaystyle \mathrm {Aut} \left(L/\mathbb {F} _{p}\right)} ist im Allgemeinen »viel« kleiner als die Gruppe der Automorphismen von {\displaystyle L}, aber es gilt {\displaystyle L^{H}=\mathbb {F} _{p}}. Ist {\displaystyle L} ein algebraischer Abschluss von {\displaystyle \mathbb {F} _{p}}, so liegt allerdings die vom Frobeniusautomorphismus erzeugte Untergruppe dicht in {\displaystyle \mathrm {Gal} \left({\bar {\mathbb {F} _{p}}}/\mathbb {F} _{p}\right)}, das heißt ihr Abschluss ist gleich der Galoisgruppe.
Ist jedoch {\displaystyle L/K} eine Körpererweiterung mit {\displaystyle L^{\mathrm {Gal} (L/K)}=K} (das impliziert nicht, dass L/K algebraisch und damit insbesondere nicht galoissch ist), so gilt trotzdem noch:
{\displaystyle H\mapsto L^{H}} und {\displaystyle M\mapsto \mathrm {Gal} (L/M)} sind zueinander inverse, inklusionsumkehrende Bijektionen zwischen der Menge der kompakten Untergruppen von {\displaystyle \mathrm {Gal} (L/K)} und der Menge der Zwischenkörper {\displaystyle K\subseteq M\subseteq L}, bei denen {\displaystyle L} galoissch über {\displaystyle M} ist.
Es gibt auch eine Verallgemeinerung der Galoistheorie für Ringerweiterungen statt Körpererweiterungen.

## Das Umkehrproblem der Galoistheorie
Es ist einfach, Körpererweiterungen mit einer beliebigen vorgegebenen endlichen Gruppe als Galoisgruppe zu konstruieren, wenn man den Grundkörper nicht festlegt. Alle endlichen Gruppen treten daher als Galoisgruppen auf.
Dazu wählt man einen Körper {\displaystyle K} und eine endliche Gruppe {\displaystyle G}. Nach dem Satz von Cayley ist {\displaystyle G} isomorph zu einer Untergruppe der symmetrischen Gruppe auf den Elementen von {\displaystyle G}. Wählt man Variablen {\displaystyle \{X_{a}\}_{a\in G}} für jedes Element {\displaystyle a} von {\displaystyle G} und adjungiert sie zu {\displaystyle K}, so erhält man {\displaystyle F=K\left(\left\{X_{a}\right\}\right)}. In {\displaystyle F} enthalten ist der Körper {\displaystyle L} der symmetrischen rationalen Funktionen in den {\displaystyle \{X_{a}\}}. Dann ist {\displaystyle \operatorname {Gal} (F/L)=S_{|G|}}, und der Fixkörper {\displaystyle M=F^{G}} von {\displaystyle F} unter {\displaystyle G} hat Galoisgruppe {\displaystyle G=\operatorname {Gal} (F/M)} nach dem Hauptsatz der Galoistheorie.
Das skizzierte Vorgehen stellt die Strategie von Emmy Noether (1918) für die Lösung des inversen Galoisproblems dar, wobei sie als Grundkörper {\displaystyle K=\mathbb {Q} } die rationalen Zahlen betrachtete. Ist der Fixkörper {\displaystyle M} ein rationaler Funktionenkörper über den rationalen Zahlen, kann man nach Noether mit dem Irreduzibilitätssatz von Hilbert eine Galoissche Körpererweiterung von {\displaystyle \mathbb {Q} } konstruieren mit Galoisgruppe {\displaystyle G}. Ein Gegenbeispiel für ihre Strategie wurde allerdings 1969 von Richard Swan gefunden. Es ist ein im Allgemeinen ungelöstes Problem, wie und ob man eine solche Konstruktion für einen festen Grundkörper, etwa {\displaystyle \mathbb {Q} }, ausführen kann.
Das allgemeine Umkehrproblem der Galoistheorie fragt für einen gegebenen Körper {\displaystyle K} und speziell {\displaystyle K=\mathbb {Q} } (die rationalen Zahlen) danach, ob jede endliche Gruppe als Galoisgruppe einer Körpererweiterung von {\displaystyle K} realisiert werden kann. Falls {\displaystyle K} ein endlicher Körper ist, ist dies nicht der Fall, da in diesem Fall die Galoisgruppe zyklisch ist. Das Umkehrproblem ist aber für jede endliche Gruppe für den Fall des Funktionenkörpers in einer Variablen über den komplexen Zahlen oder allgemeiner über algebraisch abgeschlossenen Körpern mit Charakteristik 0 lösbar. Schon für den Fall des Körpers der rationalen Zahlen {\displaystyle \mathbb {Q} } gibt es nur Teilresultate. Für endliche abelsche Gruppen über {\displaystyle \mathbb {Q} } wurde das Umkehrproblem bereits im 19. Jahrhundert gelöst (Leopold Kronecker, Heinrich Weber), und es ist auch für endliche auflösbare Gruppen (Igor Schafarewitsch) und für die sporadischen Gruppen über {\displaystyle \mathbb {Q} } mit Ausnahme der Mathieugruppe M23 gelöst (für die Mathieugruppen Heinrich Matzat, für die Monstergruppe John Griggs Thompson, womit gleichzeitig auch die meisten Fälle der sporadischen Gruppen erledigt waren).